# Estonia ai Giochi della XI Olimpiade
L'Estonia partecipò ai Giochi della XI Olimpiade, svoltisi a Berlino, Germania, dal 1º al 16 agosto 1936, con una delegazione di 37 atleti impegnati in otto discipline.

## Medagliere

### Per discipline
| Sport              | Oro | Argento | Bronzo | Totale |
| ------------------ | --- | ------- | ------ | ------ |
| Lotta libera       | 1   | 1       | 0      | 2      |
| Lotta greco-romana | 1   | 0       | 2      | 3      |
| Pugilato           | 0   | 1       | 0      | 1      |
| Sollevamento pesi  | 0   | 0       | 1      | 1      |
| Totale             | 2   | 2       | 3      | 7      |

### Medaglie
| Medaglia | Atleta            | Sport              | Evento             |
| -------- | ----------------- | ------------------ | ------------------ |
| Oro      | Kristjan Palusalu | Lotta greco-romana | Pesi massimi       |
| Oro      | Kristjan Palusalu | Lotta libera       | Pesi massimi       |
| Argento  | August Neo        | Lotta libera       | Pesi medio-massimi |
| Argento  | Nikolai Stepulov  | Pugilato           | Pesi leggeri       |
| Bronzo   | Voldemar Väli     | Lotta greco-romana | Pesi leggeri       |
| Bronzo   | August Neo        | Lotta greco-romana | Pesi medio-massimi |
| Bronzo   | Arnold Luhaäär    | Sollevamento pesi  | Pesi massimi       |

## Risultati

### Pallacanestro
| Atleta | Classifica |
| --- | ---------- |
| V · D · M Nazionale estone - Pallacanestro ai Giochi della XI Olimpiade Altosaar · Amon · Illi · Kärk · Keres · Mahl · Margiste · Veskila · Nooni · Saar · Vinogradov · All. Herbert Niiler | 9°         |
| Nazionale estone - Pallacanestro ai Giochi della XI Olimpiade |            |
| Altosaar · Amon · Illi · Kärk · Keres · Mahl · Margiste · Veskila · Nooni · Saar · Vinogradov · All. Herbert Niiler                                                                         |            |